# René Victor
René Victor, né René Paul Norbert Victor est un avocat, juriste et homme politique belge né à Anvers le 19 janvier 1897 et mort dans la même ville le 5 novembre 1984.

## Famille et éducation
René Victor est le fils de Jan Victor, fonctionnaire du port d'Anvers, et de Johanna Calle. Il suit des études secondaires à l'Athénée Royal d'Anvers. Il y est président du Vlaamsche Bond en 1912.
Lors de sa cinquième année, il quitte l'athénée avec son ami Paul van Ostaijen. Ils passent un examen et deviennent fonctionnaires de la ville d'Anvers. Ils s'engagent dans l'activisme, c'est-à-dire la collaboration avec l'Empire allemand. Il n'est pas inquiété pénalement à la fin de la guerre, mais subit une sanction municipale.
En 1915, alors âgé de 18 ans, il participe au journal progressiste et libéral Het Vlaamsche Nieuws et continue d'étudier. Il finit en 1916 son secondaire. À la suite de l'armistice, il est suspendu de son poste de fonctionnaire.
De mai 1919 à novembre 1921, il étudie en accéléré les 5 ans nécessaires à l'étude du droit, et passe son doctorat le 16 novembre 1621.
Le 24 août 1921, il épouse Augusta-Frieda De Meulemeester (1897-1982).
Au cours de l'occupation allemande lors de la Seconde Guerre mondiale, René Victor est arrêté par la Gestapo pendant huit jours en mai 1944. Il est ensuite libéré, son arrestation servant de couverture à la déportation d'un autre avocat, Jean Vroman sr. qui meurt en septembre dans un camp de concentration.
Il est anobli en 1966, par le Roi Baudouin au rang de chevalier. 
Le 28 décembre 1976, il co-fonde la Fondation à but non lucratif Chevalier René Victor, qui a pour but l'étude comparative des droits belge et néerlandais.
Après sa mort en 1984, René Victor est enterré au Schoonselhof d'Hoboken à Anvers, aux côtés de sa femme.